# Forglemmegei
Forglemmegei er en dansk børnefilm fra 2019 instrueret af Katarina Lundquist.

## Handling
Da en livslang ven går bort, må en stædig gammel mand konfrontere sin egen frygt for at få fred i sindet.